# Корнілович Борис Юрійович
Борис Юрійович Корнілович (15 серпня 1950, Київ — 26 серпня 2021, Київ) — український науковець-хімік. Доктор хімічних наук (1992), професор (2002), член-кореспондент НАНУ (2003), лауреат Державної премії України в галузі науки і техніки (2017).

## Біографія
Народився 15 серпня 1950 року у Києві. 
Після закінчення Київського політехнічного інституту з 1973 по 2007 рік працював в Інституті колоїдної хімії та хімії води АН України, з 1988 року — заступник директора з наукової роботи.
З 2008 року був завідувачем кафедри хімічної технології Київського політехнічного інституту і одночасно завідувачем відділу екологічної хімії Інституту сорбції та проблем ендоекології НАНУ. У ВНЗ читав курси:
- фізико-хімія сучасних неорганічних матеріалів;
- прикладна хімія неорганічних керамічних матеріалів;
- сучасні проблеми силікатного матеріалознавства.

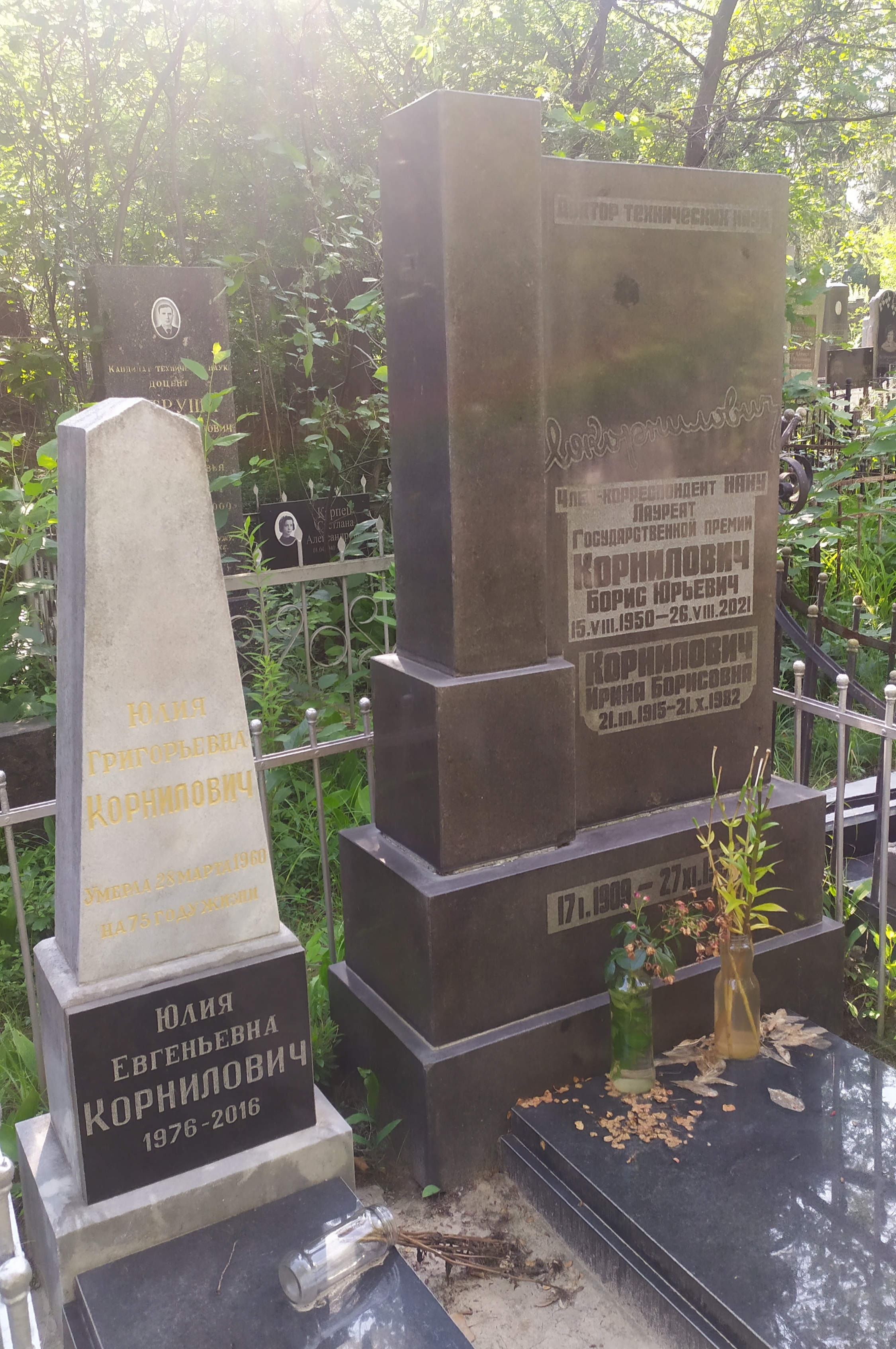
Могила Бориса Корніловича та його родини, Байкове кладовище

Лауреат Державної премії України в галузі науки і техніки 2017 року за цикл робіт «Оцінка, прогнозування та оптимізація стану водних екосистем України» (авторський колектив: Осадчий В. І., чл.-к., Набиванець Ю. Б., к.г.н., Протасов О. О., д.б.н., Линник П. М., д.х.н., Щербак В. І., д.б.н., Никифорович Є. І., чл.-к., Корнілович Б. Ю., чл.-к., Хільчевський В. К., д.г.н.).
Працював до останніх днів життя. Помер 26 серпня 2021 року. Похований разом з родиною на Байковому кладовищі.

### Родина
Батько — науковець-матеріалознавець, доктор технічних наук Юрій Корнілович (1909—1963). Мати — науковиця-матеріалознавиця Ірина Корнілович (1915—1982). Дід — науковець-хімік, доктор технічних наук Борис Лисін (1883—1970).

## Наукова діяльність
Фахівець галузі хімії довкілля, фізико-хімічних аспектів радіохімії, колоїдної хімії та хімії поверхні силікатів, створення нових неорганічних матеріалів для видалення токсикантів із рідких середовищ та розробки комплексних технологій очищення забруднених вод та ґрунтів. Вивчив взаємодію природного і техногенного радіонуклідів з органічними та неорганічними. компонентами ґрунтів і на цій основі подав обґрунтування механізму їхньої сорбції та уточнені уявлення про шляхи міграції цих радіонуклідів у навколишньому середовищі.
Розробив нові технології очищення радіоактивно забруднених природних і стічних вод, обґрунтувавши застосування широкого спектра сучасних методів водоочищення для видалення із забруднених вод радіоактивних домішок різного радіонуклідного складу і на його основі розроблено технологічні схеми, що дають змогу очищати як природні, так і стічні води
Дослідив структурні зміни, що відбуваються у силікатах і карбонатах у результаті здійснення різного роду фізичних впливів (механіко-хімічна, термічна та ін. активації) і встановив взаємозв'язок між цими змінами та їхньою реакційною здатністю з метою цілеспрямованого регулювання кінцевих фізико-хімічних властивостей
Основними напрямами його наукової діяльності було встановлення фізико-хімічних закономірностей міжфазного розподілу радіонуклідів та важких металів різної хімічної природи (цезію, стронцію, урану та ін.) у процесах співосадження, адсорбції та іонного обміну;
Створені природоохоронні технології апробовані і використовуються на підприємствах ядерно-паливного комплексу України.

## Праці
- Структура и поверхностные свойства механохимически активированных силикатов и карбонатов. К., 1994;
- Защита водного басейна от радиоактивных загрязнений // ХТВ. 1998. Т. 20, № 1;
- Влияние гуминовых веществ на сорбцию 137Cs минеральными компонентами почв // Радиохимия. 2000. Т. 42, № 1 (співавт.);
- Некоторые аспекты развития прикладной радиохимии и радиоэкологии // УХЖ. 2006. Т. 72, № 5;
- Колоїдно-хімічні властивості дисперсій на основі шаруватих силікатів для отримання високо пористих склокерамічних матеріалів // Доп. НАНУ. 2010. № 6 (співавт.);
- Electroremediation of contaminated soils under nonstationary and nonuniform conditions // Colloids and Surfaces. 2010. Vol. 360 (співавт.);
- Еколого-хімічні проблеми видобутку та перероблення уранової сировини // Вісн. НАНУ. 2010. № 10 (співавт.).